# Кани (город)
Кани (яп. 可児市 Кани-си) — город в Японии, находящийся в префектуре Гифу. Площадь города составляет 87,60 км², население — 96 814 человек (1 июля 2014), плотность населения — 1105,18 чел./км².

## Географическое положение
Город расположен на острове Хонсю в префектуре Гифу региона Тюбу. С ним граничат города Тадзими, Минокамо, Токи, Инуяма и посёлки Яоцу, Сакахоги, Митаке.

## Население
Население города составляет 96 814 человек (1 июля 2014), а плотность — 1105,18 чел./км². Изменение численности населения с 1980 по 2005 годы:
| 1980 | 57 290 чел. |  |
| 1985 | 71 681 чел. |  |
| 1990 | 81 968 чел. |  |
| 1995 | 88 372 чел. |  |
| 2000 | 93 463 чел. |  |
| 2005 | 97 686 чел. |  |

## Символика
Деревом города считается Pinus thunbergii, цветком — Rhododendron indicum.